# Histoire de la philosophie en Occident

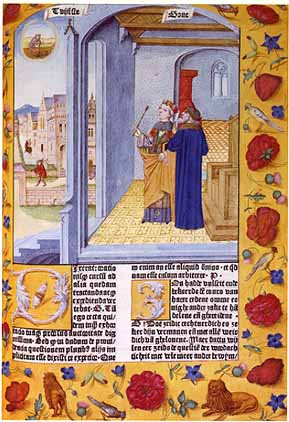
Consolation de Philosophie, édition publiée à Gand en 1485.

Cet article concerne l'histoire des doctrines philosophiques. Pour la discipline nommée « Histoire de la philosophie », voir Histoire de la philosophie (discipline).
L'histoire de la philosophie est l'histoire des théories et des doctrines qui ont été formulées par les philosophes à travers les époques. Les premières traces historiques de ce qu'on appelle la philosophie apparaissent, en Occident, dans l'Antiquité grecque, avec les penseurs présocratiques, puis avec Socrate, qu'on considère comme le véritable père de cette discipline, et ceux qui ont suivi son sillage (Platon, Aristote, les écoles socratiques). La discipline poursuit son développement à l'époque hellénistique, en particulier avec le stoïcisme, l'épicurisme, le cynisme et le scepticisme, qui se prolongent dans l'Antiquité romaine. Dès l'Antiquité tardive et le haut Moyen Âge, le néoplatonisme et la philosophie chrétienne établissent un pont entre la philosophie et la religion, et c'est en lien étroit avec la théologie et la philosophie gréco-arabe que se développe la philosophie médiévale, comme en témoigne l'importance de la scolastique à cette époque.
À l'époque moderne, l'humanisme de la Renaissance et la redécouverte des Anciens signent le début de l'ère moderne, où les philosophes tiennent compte du développement de la science moderne pour proposer une nouvelle approche des problèmes épistémologiques et politiques en particulier. De nombreuses branches traditionnelles de la philosophie prennent à cette époque leur autonomie pour devenir des sciences à part entière. Le siècle des Lumières, où apparaissent de nouveaux courants philosophiques qui font de la lutte contre l'« obscurantisme » et la « tyrannie » leur cheval de bataille (encyclopédistes, libéralisme, républicanisme), marque la fin de la période moderne.
Du XIXe siècle à nos jours, période que l'on considère en France comme l'époque contemporaine, des courants de pensée très critiques à l'égard de la tradition, et axés sur une approche économique et sociale des problèmes humains, font leur apparition (utilitarisme, socialisme, marxisme). Le XXe siècle se partage entre deux grandes approches des questions philosophiques : la philosophie continentale (phénoménologie, philosophie postmoderne, etc.) et la philosophie analytique (positivisme logique, philosophie du langage ordinaire, etc.).

## Historique
L’histoire de la philosophie commence, en Occident, dans le monde de l'Antiquité grecque, vers le VIIe siècle av. J.-C. Avant même que le mot « philosophie » soit en usage, et qu'il désigne par la suite une discipline à part entière, on considère que la démarche intellectuelle des générations de penseurs dits « présocratiques », étudiant principalement la physique, marque une rupture avec les discours mythologiques, religieux et poétiques qui existaient jusqu'alors, et forme à ce titre l'acte de naissance de la philosophie occidentale.

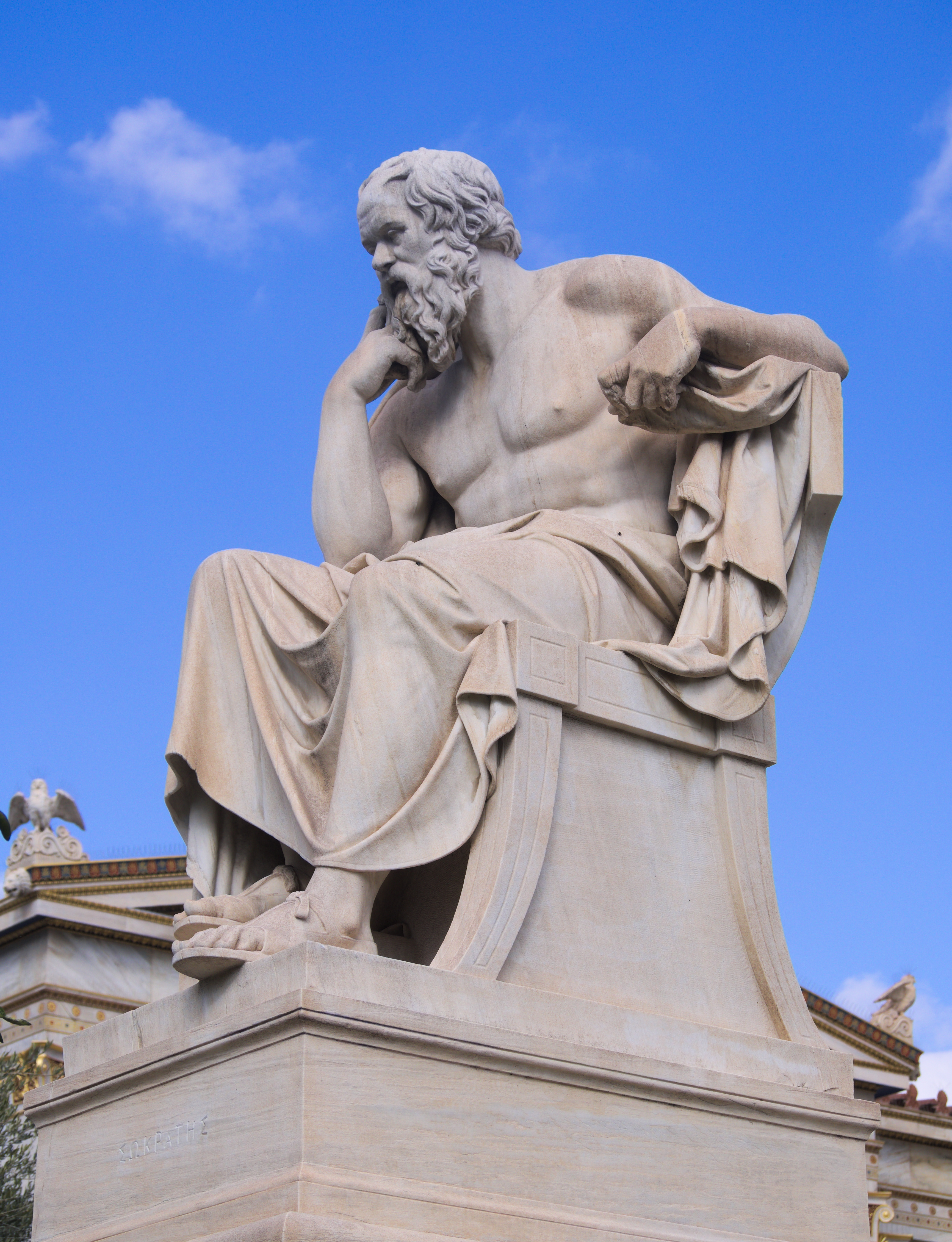
Statue de Socrate devant l'Académie d'Athènes

Dans la démocratie athénienne, au Ve siècle av. J.-C., Socrate va révolutionner cette approche et introduire les méthodes qui resteront celles de la philosophie, en centrant ses réflexions sur les questions humaines, et non plus sur la physique, et en répandant l'usage de la dialectique et l'étude des définitions. C'est à Platon, dans ses célèbres dialogues, que l'on doit d'avoir transmis l'héritage de Socrate et popularisé le mot « philosophie », conçue comme une recherche de la vérité. Socrate est présenté comme opposé aux discours trompeurs des sophistes, habiles orateurs et maîtres dans l'art de persuader les foules, bien que des sophismes soient énoncés dans certains dialogues sans que Socrate ne s'en offusque.
La philosophie se développe alors suivant plusieurs domaines d'étude, comme une méditation sur la nature, l'âme humaine, l'éthique, la politique, et la connaissance. Aristote, élève de Platon, poursuivra et contredira parfois ces recherches et jettera les bases de plusieurs sciences, comme la logique (science du raisonnement) et la zoologie (étude des espèces animales). Dès son origine grecque, la philosophie a donc partie liée avec différentes sciences, qui deviendront ensuite autonomes au fil de l'histoire, ce qui a valu le nom de mère des sciences. Elle propose aussi une réflexion sur la nature de la réalité ou encore de l'être lui-même (ontologie), qui deviendra une branche importante de la philosophie, la métaphysique. Les réflexions éthiques des anciens, poursuivies à l'époque hellénistique par les écoles épicurienne et stoïcienne, qui se prolongeront dans l'Antiquité romaine, mettent majoritairement l'accent sur la maîtrise des désirs et des passions, proposant un idéal de sagesse en vue de mener une vie heureuse.
À l'issue de l'Antiquité, les thèses de Platon, et surtout celles d'Aristote, domineront la pensée philosophique, qui cherchera souvent à les concilier avec le christianisme, l'islam ou le judaïsme : ainsi Augustin d'Hippone et les néoplatoniciens, dans l'Antiquité tardive ; ou les philosophes arabes comme Averroès, Al-Kindi ou Al-Fârâbî entreprendront de concilier doctrine religieuse et philosophie hellénistique. Au Moyen Âge, c'est principalement dans les monastères et en lien étroit avec la théologie que se déploie le discours philosophique, à travers la traduction et la discussion des écrits des Anciens, dans le monde chrétien et le monde arabe. C'est ainsi la scolastique, application de l'aristotélisme au christianisme, introduit par Thomas d'Aquin, qui constitue l'approche philosophique dominante dans l'Europe médiévale. Il assure par ailleurs la vivacité de la dialectique et des travaux sur la logique, comme en témoignent par la célèbre querelle des universaux, ou celle entre nominalistes et réaliste. Jean-François Revel suggère qu'elle aurait créé la spécificité de la mentalité occidentale.
Les philosophes européens redécouvrent les Anciens lors du vaste courant humaniste de la Renaissance, en partie grâce aux réfugiés lettrés de Byzance. Une philosophie politique nouvelle, réaliste ou cynique selon le point de vue de chacun, fait son apparition avec Machiavel (« Le Prince a toujours raison tant qu'il réussit »), et Hobbes, qui reprend le célèbre « L'homme est un loup pour l'homme ». Les penseurs s'inspirent, à partir du XVIIe siècle, des méthodes de la science moderne en train d'apparaître (avec Copernic, Galilée et Newton), pour développer une philosophie davantage centrée sur la subjectivité de l'individu, placé désormais au centre de la construction des connaissances (Descartes, Locke, Kant). Les philosophes sont souvent de grands scientifiques (Pascal, Leibniz, Descartes), qui ne conçoivent pas la philosophie séparément de la science, ni des réflexions sur la religion. Différents courants s'opposent concernant la nature des idées et des connaissances humaines, tels que l'innéisme et le rationalisme (Leibniz, Malebranche) contre l'empirisme (Locke, Berkeley, Hume).
C'est aussi l'époque où la métaphysique, l'Église et la monarchie vont subir les critiques de la philosophie des Lumières (XVIIIe siècle), Kant ruinant la prétention scientifique de la première par ses études sur les limites de la raison humaine, et d'autres philosophes s'attelant à combattre l'obscurantisme et la tyrannie par le projet de l'Encyclopédie (Diderot, d'Alembert) d'une part, et des traités politiques recommandant le libéralisme, la tolérance (Locke, Voltaire) et le républicanisme (Rousseau) d'autre part. Par ailleurs, à partir du XVIIIe siècle, la philosophie se détache peu à peu des sciences positives, plusieurs de ses branches devenant des disciplines autonomes (ainsi la science politique, la logique mathématique et la biologie).
À l'époque romantique, l'idéalisme allemand (Hegel, Fichte, Schelling) approfondit la pensée de Kant, en proposant une philosophie systématique réconciliant la philosophie de la nature et la philosophie morale. Toutefois, à une époque de plus en plus marquée par les avancées scientifiques et par l'idée du progrès chère aux Lumières, le positivisme (Comte) va faire son apparition, condamnant la métaphysique au bénéfice des sciences ; Comte invente d'ailleurs une science nouvelle : la sociologie. Les progrès de la méthode expérimentale permettent en outre qu'une branche importante de la philosophie prenne à son tour son autonomie : la psychologie. Avec la révolution industrielle du XIXe siècle, c'est un ensemble de courants d'idées davantage axés sur l'économie et la politique qui font leur apparition, tels l'utilitarisme (Bentham, Mill), le pragmatisme (Peirce, James) et le socialisme (Proudhon, Marx). La fin du XIXe siècle est marquée par des penseurs qui bouleversent radicalement les anciennes doctrines (Nietzsche, Marx, Freud).
Au XXe siècle, un courant de pensée majeur fait son apparition : la phénoménologie (Husserl). Ce courant de pensée, qui influence le structuralisme (Cercle de Prague, Lévi-Strauss), les entreprises de déconstruction (Heidegger, Derrida), la tradition herméneutique (Ricœur, Foucault) et l'existentialisme (Sartre), forme avec eux ce qu'on appelle aujourd'hui la « philosophie continentale ». On oppose habituellement cette dernière à l'autre grand courant de pensée du XXe siècle, plutôt issu du monde anglo-saxon : la « philosophie analytique » (Russell, Wittgenstein, Quine), fondée sur la tradition logique et l'analyse du langage.
Après 1975 :
- Les philosophes français se concentrent sur des réflexions politiques (Sartre) ou polémiques (nouveaux philosophes), tandis que sont invités outre-Atlantique des penseurs plus prisés du monde anglo-saxon, comme Jacques Ellul, Michel Serres ou Pierre Bourdieu. Un retour des préoccupations sur la morale pratique s'effectue à la fin du siècle avec par exemple André Comte-Sponville (L'Esprit de l'athéisme) et Michel Onfray (Politique du rebelle).
- Le monde anglo-saxon reste fidèle à sa tradition pragmatique (partir du concret pour en dégager l'abstrait) avec Douglas Hofstadter et Daniel Dennett (Vues de l'esprit), Antonio Damasio (L'erreur de Descartes) et un naturaliste conduit par ses observations à la philosophie, Richard Dawkins, dont l'ouvrage Pour en finir avec Dieu connaît une diffusion inattendue pour un ouvrage de philosophie[10].

## Par époques

### Philosophie antique

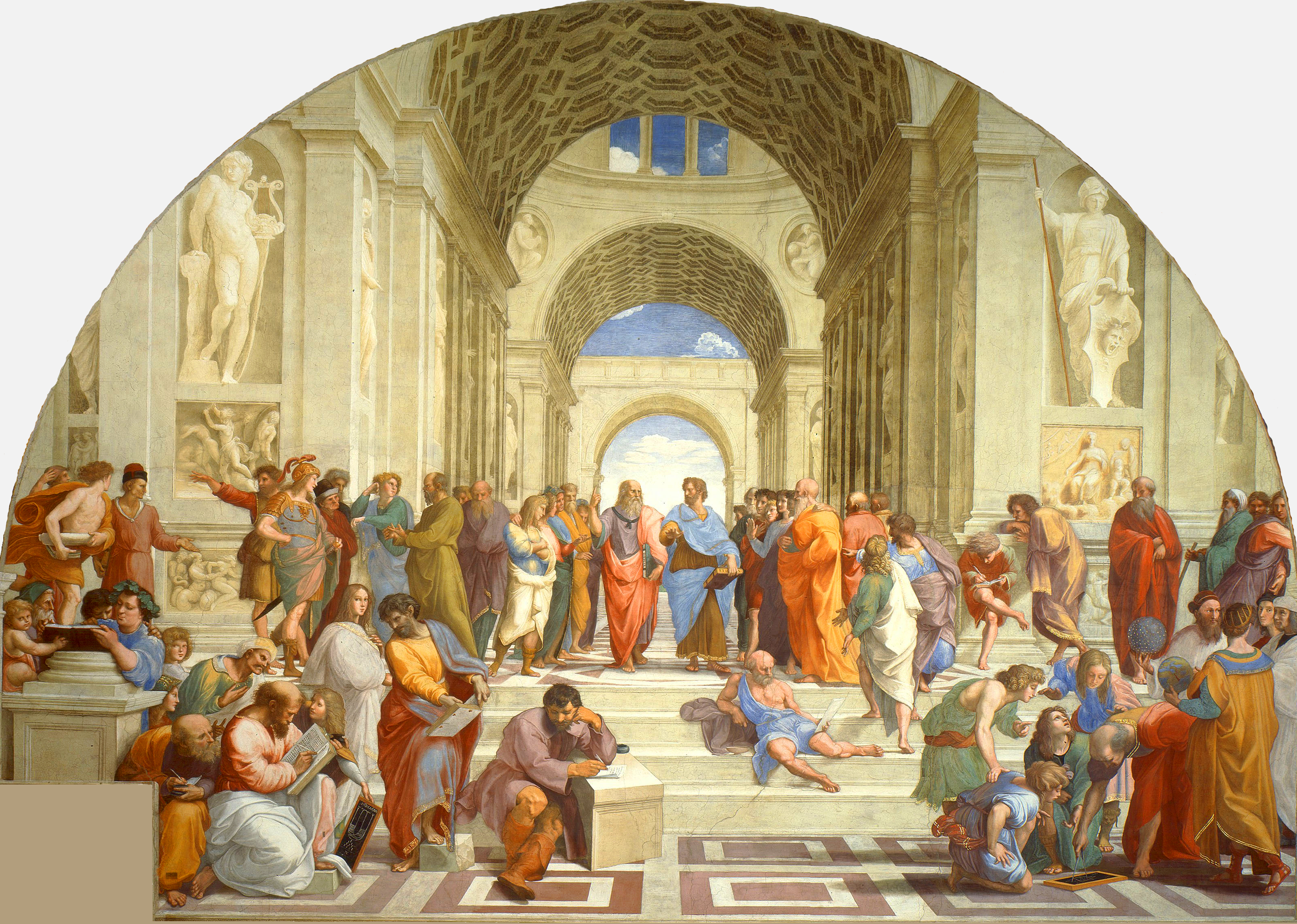
Célèbre représentation des différentes écoles de l'Antiquité : on reconnaît, au centre, Platon montrant le ciel du doigt (allusion à sa théorie des Idées) et Aristote montrant par opposition la terre (allusion à son souci d'ancrer le savoir dans l'examen des faits empiriques). Détail d'une fresque de Raphaël (v. 1511).

La philosophie antique grecque a connu trois grandes périodes :
- les penseurs présocratiques (du VIIe siècle av. J.-C. jusqu'au Ve siècle av. J.-C.), comme Thalès, Pythagore, Héraclite et Parménide, sont considérés comme les fondateurs de la philosophie occidentale, et originaires des colonies grecques situées en Ionie et dans le Sud de l'Italie (Grande Grèce) ;
- la philosophie grecque classique (aux Ve siècle av. J.-C. et IVe siècle av. J.-C.) fleurit à Athènes, d'abord avec Socrate, puis avec son disciple Platon et avec l'élève de ce dernier, Aristote, ainsi que les quatre écoles qu'on appelle « socratiques » (cyniques, cyrénaïques, mégariques, école d'Élis) ;
- la philosophie hellénistique (après la mort d'Alexandre le Grand en 323 av. J.-C.), enfin, comporte trois principales écoles, qui poursuivront leur essor dans le monde romain : l'épicurisme, le stoïcisme et le scepticisme.

La philosophie antique grecque se répartit sur trois grands domaines d'études : la physique, l'éthique et la logique.
- La physique (longtemps nommée philosophie naturelle) prend son essor avec les cosmogonies des penseurs présocratiques qui, à travers un ensemble d'observations empiriques et de spéculations rationnelles, rompent avec la tradition mythologique et religieuse pour tenter de comprendre la nature (en grec, φυσις : physis) et ses phénomènes à l'aide de concepts plus rigoureux (ainsi les quatre éléments). C'est dans ce cadre que naît la philosophie atomiste, ancêtre du matérialisme scientifique moderne. La physique donne également lieu à des spéculations plus fondamentales sur l'être en général (Parménide, Aristote), qui deviendront par la suite une branche importante de la philosophie (voir métaphysique). Platon chercha lui aussi à expliquer la naissance du monde à travers ses éléments primordiaux, dans le Timée, dialogue qui eut une influence majeure dans l'histoire de la philosophie. La Physique d'Aristote, qui étudie les causes du mouvement, mais aussi ses traités sur les espèces animales, dominèrent durablement le savoir au Moyen Âge et au moins jusqu'au XVIIe siècle. Enfin, l'importance de la physique chez Épicure (Lettre à Hérodote) et les Stoïciens (fatalisme) témoigne du vif intérêt des anciens pour la connaissance de la nature.

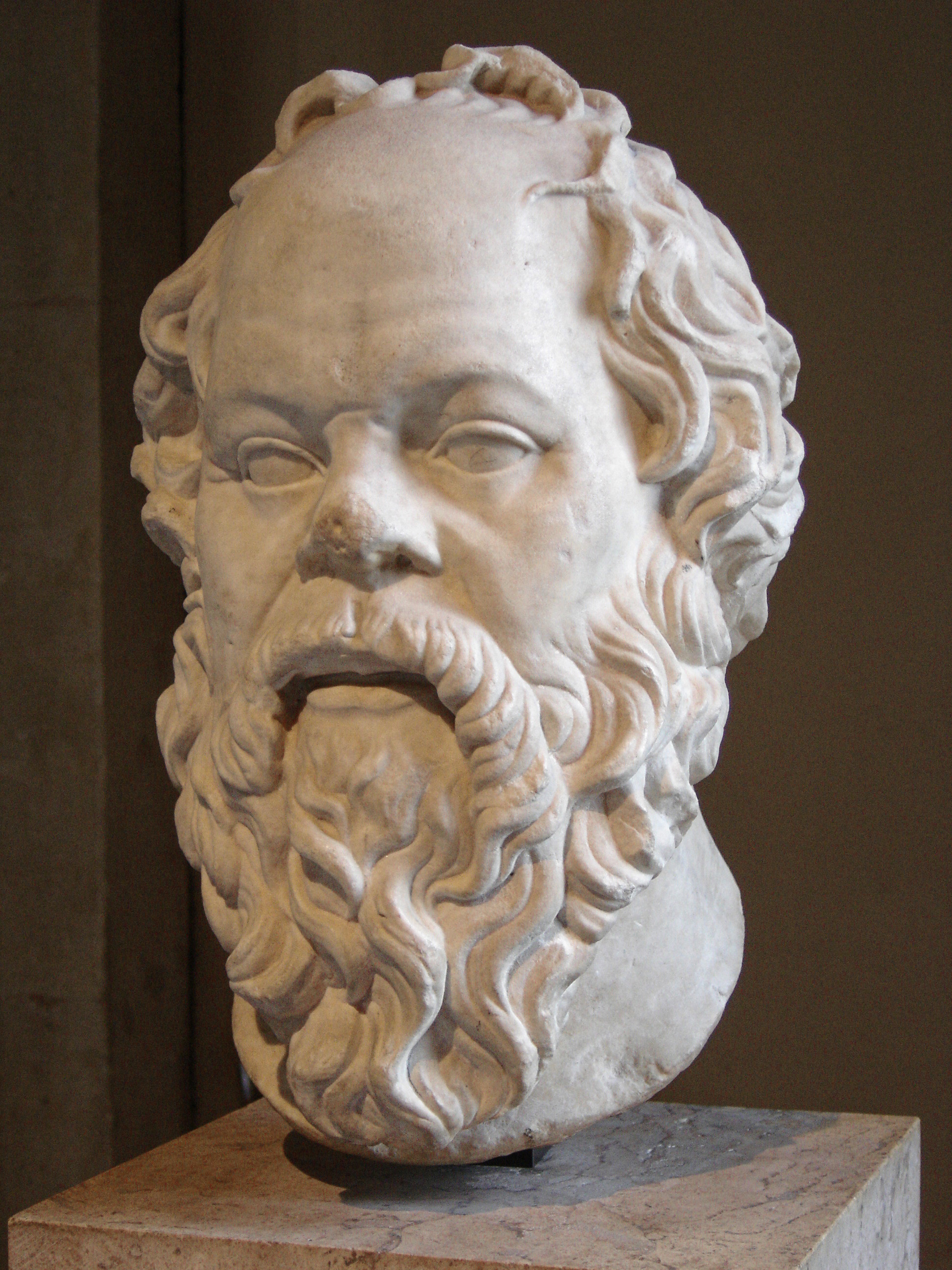
Socrate est tenu pour le père de la philosophie occidentale.

- L'éthique (ou philosophie morale) est le domaine de réflexion sur l'action humaine et ses buts. Elle pose en particulier la question : « comment bien vivre ? », qui a donné lieu à des études sur le bonheur, la vertu et la sagesse. Socrate fut le premier à discuter aussi profondément ces questions[11], lui qui ne s'occupait pas de physique, et elles tiennent une place majeure dans les dialogues de Platon[12] et les œuvres d'Aristote[13], ainsi que dans les doctrines des écoles socratiques (ainsi les Cyniques). À l'époque hellénistique, l'éthique des Épicuriens, exigeant une modération des plaisirs, et celle des Stoïciens, invitant à se détourner de la servitude des passions, prolongent ces réflexions. Dans l'Antiquité, la philosophie n'est en effet pas conçue seulement comme un savoir déposé dans des livres, mais tout autant comme une façon de vivre et une médecine de l'âme[14]. La réflexion sur l'action a également donné lieu à des développements désormais classiques sur la politique, comme La République de Platon (sur la justice dans la cité) et La Politique d'Aristote (qui examine les différents types de régime politique). L'influence durable de la philosophie morale stoïcienne, en particulier sur l'ensemble du monde romain, illustre la fécondité de ces méditations.

- La théorie de la connaissance enfin, et la logique, étaient essentielles pour les philosophes de l'Antiquité. Platon s'est beaucoup interrogé sur la nature du savoir humain, notamment dans le Théétète ou dans sa célèbre allégorie de la caverne, où il développe sa théorie des Idées, exigeant de dépasser l'opinion et la connaissance par les sens pour parvenir à un savoir stable[15]. Aristote a fondé, dans ses traités regroupés sous le nom d’Organon, la science de la logique, où il fait la théorie du syllogisme pour démasquer les sophismes et classer les types de raisonnements. Les Stoïciens ont construit quant à eux une logique des propositions qui est l'ancêtre de la logique formelle. Épicure a développé une théorie empiriste de la connaissance afin de déterminer les critères que doit remplir une connaissance pour être vraie. Les sceptiques, enfin, sont à l'origine d'un courant critique accordant une place fondamentale au doute, et visant à déjouer les certitudes du dogmatisme.

Dans l'Antiquité romaine, la philosophie dominante est le stoïcisme, hérité des Grecs. Aux deux premiers siècles de notre ère, Épictète et Marc Aurèle ont ainsi écrit de célèbres traités de philosophie stoïcienne (en langue grecque), de même que Sénèque (en langue latine). C'est Cicéron qui, avant eux, est considéré comme l'auteur romain qui a fait connaître la philosophie grecque à Rome, exposant en latin les doctrines des Grecs dès le Ier siècle av. J.-C. L'épicurisme se prolonge également dans le monde romain, et c'est Lucrèce qui nous en a laissé le plus important témoignage, dans son long et fameux poème De natura rerum.
Dans l'Antiquité tardive, l'essor du christianisme donne naissance à une philosophie chrétienne qui influencera tout le Moyen Âge, notamment avec les pères de l'Église, dont le plus célèbre représentant est saint Augustin, qui reçoit encore l'influence de Platon. Par ailleurs, le néoplatonisme, apparu au IIIe siècle av. J.-C., est un mouvement qui tente de concilier la philosophie de Platon avec certains courants de la spiritualité orientale ; ses plus célèbres représentants sont Plotin, Porphyre et Proclus.

### Philosophie médiévale

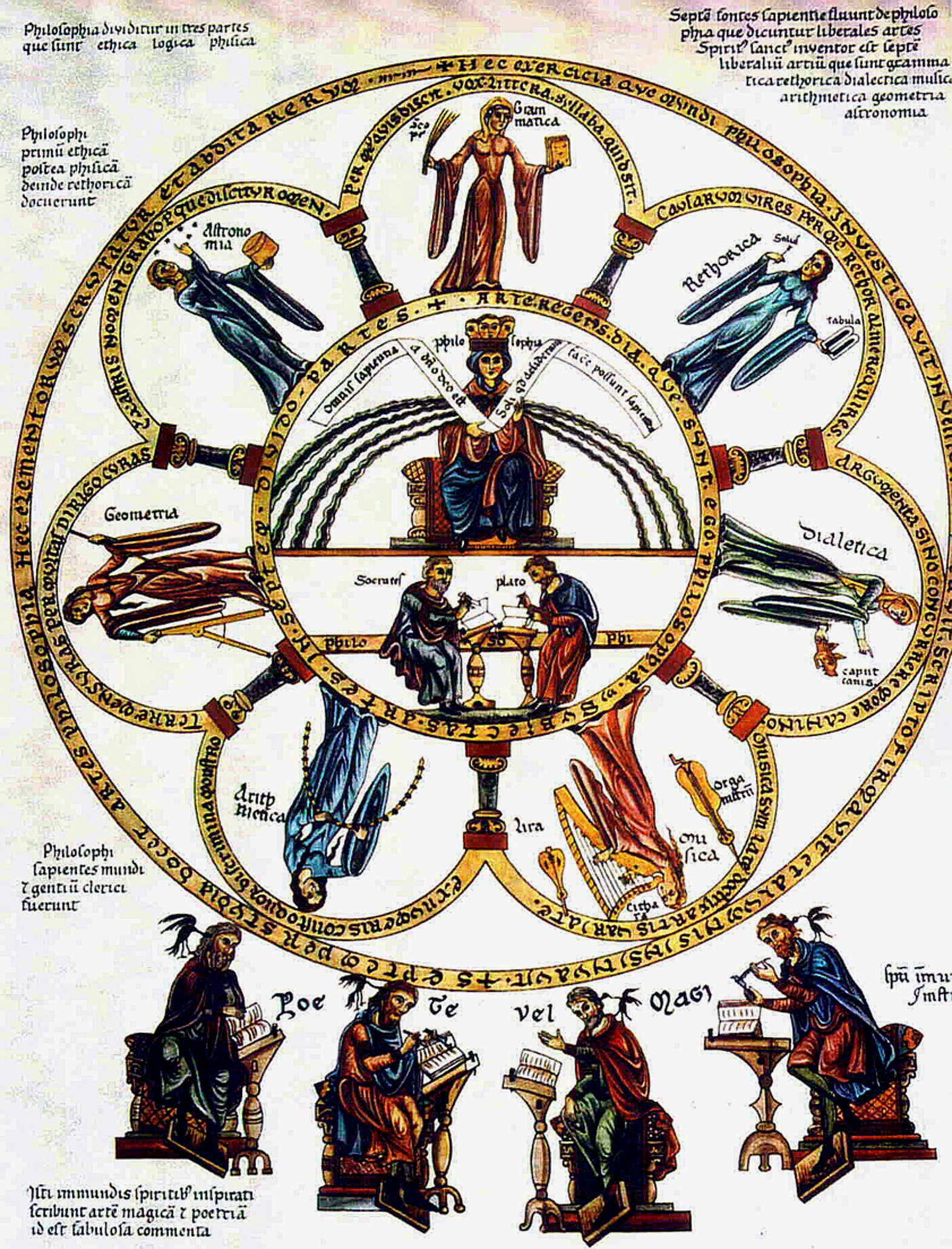
La dialectique et la rhétorique trônent parmi les sept arts libéraux (illustration de l'Hortus Deliciarum, v. 1180).

Souvent caricaturée et décriée, la philosophie médiévale s'étend sur la vaste période qui sépare la philosophie antique tardive de la philosophie moderne. La scolastique a eu longtemps une image négative. Depuis les recherches d'Étienne Gilson, Martin Grabmann ou plus récemment Alain de Libera, la scolastique a été l'objet d'une large réévaluation.
La philosophie médiévale, en Occident, est très liée à l'Église catholique romaine, et les réflexions philosophiques ont souvent un fond religieux plus ou moins prégnant. Les philosophes du Moyen Âge, qui avaient tous reçu une formation en théologie, se basaient sur les textes bibliques et tentaient souvent de concilier les enseignements de la Bible avec les écrits des philosophes antiques.
En effet, la répartition des rôles et la structuration en trois ordres des sociétés médiévales en Europe fait qu'il n'était quasiment pas possible, dans la pratique, de faire « profession de débattre des idées » sans être au minimum clerc, chanoine, voire évêque ou archevêque (même si certains d'entre eux ont développé des thèses qui se sont révélées incompatibles avec la doxa de la hiérarchie catholique de leur époque).
Ainsi, par exemple, Adélard de Bath était un moine dominicain anglais, qui n'en opposa pas moins la « raison » face à l'« autorité » des maîtres en théologie. Boèce de Dacie, un chanoine de Linköping (Suède), enseigna en Sorbonne la thèse d'une « vérité philosophique », « différente » de la vérité religieuse…
Par ailleurs, le Moyen Âge est une des périodes les plus intenses en ce qui concerne la recherche logique. Certaines lois logiques ont été connues dès le Moyen Âge (par exemple Pierre d'Espagne connaissait déjà ce qu'on appellera plus tard la loi de De Morgan) avant d'être ensuite oubliées. C'est surtout la philosophie de la logique qui connut un développement important. Les penseurs médiévaux se concentrèrent plus particulièrement sur la célèbre Querelles des universaux, dont le point de départ fut une remise en cause de la théorie des Idées platoniciennes. Elle fut animée entre autres par Abélard, Albert le Grand et Guillaume d'Ockham.
Mais le Moyen Âge fut aussi un âge de « redécouverte de la philosophie de l'Antiquité » à partir du XIe siècle. La traduction en latin du corpus aristotélicien modifiera ensuite grandement la donne, et contribuera à réaffirmer Aristote comme l'un des philosophes les plus influents de l'histoire.
Cette redécouverte se fera à la fois par des traductions directes du grec vers le latin (notamment Jacques de Venise traduit la Métaphysique et le De Anima d'Aristote qui ont été deux ouvrages clés pour la réconciliation de la philosophie d'Aristote avec le christianisme par Thomas d'Aquin au XIIIe siècle), et parfois aussi par l'intermédiaire des philosophes arabes et des traductions indirectes du grec vers l'arabe et de l'arabe vers le latin, ou de traductions d'ouvrages écrits seulement en arabe (commentaires d'Aristote par Avicenne et Averroès). La tradition de commentaire des textes est aussi très présente : le commentaire des Sentences de Pierre Lombard sera pour longtemps un exercice canonique de l'époque. Ainsi, les commentaires (critiques) d'Aristote par saint Thomas d'Aquin, feront longtemps autorité auprès de la hiérarchie catholique, et constitueront un modèle du genre.

### Philosophie moderne

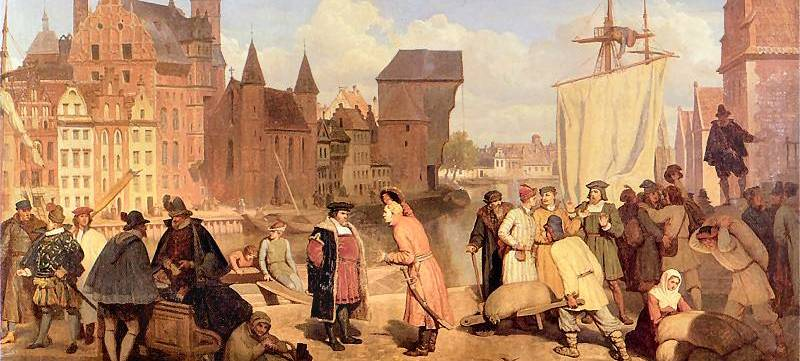
La ville de Dantzig (Gdańsk) au XVIIe siècle. À l'époque moderne, la ville concentre l'activité et la richesse. Détail d'un tableau de Wojciech Gerson (1865).

On entend par « philosophie moderne » celle qui s'étend sur ce que les historiens appellent l'époque moderne (1492-1789). Cette philosophie est, d'une part, l´héritière de la pensée antique en bien des points. Les auteurs modernes sont loin d'avoir rompu tout lien avec la philosophie des Anciens ; ils les connaissaient au contraire parfaitement, et leur ont parfois emprunté leur vocabulaire. Mais d'autre part, les Modernes ont souvent conçu leur propre travail comme une amélioration de ce que les philosophes de l'Antiquité avaient déjà accompli, ce qui les conduisit parfois à s'opposer à ces derniers.
Cette volonté de reprendre la philosophie des Anciens pour l'améliorer apparaît dès la Renaissance, à travers le mouvement humaniste. Elle se poursuit au XVIIe siècle, où la science moderne fait son apparition, et où les grands philosophes sont aussi souvent des savants dans le domaine scientifique (Descartes, Pascal, Leibniz) ; ce sont alors les grandes approches de la connaissance qui distinguent les deux courants majeurs que forment le rationalisme (Descartes, Leibniz) et l'empirisme (Hume, Locke). Pendant la même période, la philosophie politique moderne se développe, en partant de l'homme tel qu'il est, plutôt que de ce qu'il devrait être (Machiavel, Hobbes, Spinoza).
Mais la philosophie moderne comprend aussi, dès la fin du XVIIe siècle, la philosophie des Lumières, attachée à dissiper les ténèbres de l'obscurantisme et de l'ignorance pour faire triompher la raison et éduquer les peuples, notamment à travers le projet encyclopédiste (D'Alembert, Diderot), mais aussi en dessinant une philosophie politique qui privilégie la démocratie, la tolérance et la souveraineté du peuple (Spinoza, Locke, Rousseau, Voltaire). Cette philosophie politique donnera naissance au républicanisme et au libéralisme.

#### Renaissance

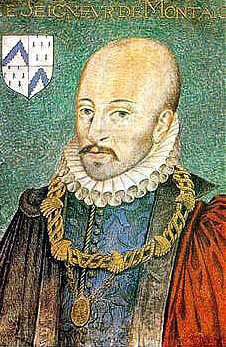
Michel de Montaigne (1533-1592), l'un des plus grands penseurs humanistes de la Renaissance.

La Renaissance, qui s'étend en Europe du XIVe au XVIe siècle, est une période marquée par d'importantes nouveautés scientifiques, techniques et politiques (grandes découvertes, invention de l'imprimerie, réformes religieuses, etc.), qui vont changer les conditions de vie mais aussi les modes de transmission des connaissances. C'est en partie ce qui explique que cette époque se caractérise d'abord, sur le plan littéraire et philosophique, par un vaste courant de réappropriation des auteurs anciens, qui place au centre de ses préoccupations l'acquisition du savoir pour que l'être humain développe pleinement ses facultés : il s'agit de ce qu'on appelle l'humanisme.
Ainsi, la connaissance et l'étude des auteurs grecs et latins se répand et imprègne fortement les philosophes de l'époque, en Italie d'abord (Pétrarque, Érasme, Pic de la Mirandole), puis dans le reste de l'Europe (Francis Bacon en Angleterre, Rabelais, Budé puis Montaigne en France). C'est l'occasion d'un renouveau des réflexions sur la culture, l'éducation et la politique. On assiste parallèlement à un renouveau du néoplatonisme, parfois influencé par l’ésotérisme, avec Nicolas de Cuse et Jacob Boehme en Allemagne, Marsile Ficin, Pic de la Mirandole et Giordano Bruno en Italie (voir néoplatonisme médicéen).
Montaigne, dans ses Essais, qui auront une grande influence sur la postérité, se réclame du scepticisme des Anciens, et professe un relativisme culturel nourri à la fois par l'observation de son époque et par la lecture des auteurs grecs et latins ; en outre, sa pensée est marquée par un pessimisme en matière de possibilité, pour l'humanité, de parvenir à des connaissances certaines. Sur cette question, Francis Bacon montrera, dans son Novum Organum, l'importance fondamentale de l'expérience pour établir des connaissances solides, ce qui en fait un précurseur du mouvement empiriste qui prendra une importance majeure au XVIIe siècle
La philosophie politique de Machiavel (particulièrement dans Le Prince) inaugure l'époque moderne en proposant des réflexions réalistes, sans illusion sur la nature humaine, et parfois considérées comme représentatives du républicanisme qui animera les penseurs des Lumières. La philosophie juridique de Grotius a également jeté les bases du droit international à travers son étude du droit naturel.

#### XVIIesiècle
En ce qui concerne la théorie de la connaissance, il est d'usage depuis Kant d'opposer deux grands courants : le rationalisme (avec Descartes, Leibniz et Spinoza) et l'empirisme (Locke, Berkeley, Hume). De façon très schématique, les « rationalistes » affirment l'existence d´une connaissance indépendante de l'expérience, purement intellectuelle, universellement valable et indubitable, dont le modèle se trouve dans les mathématiques. Les empiristes, eux, mettent l'accent sur le rôle de l'induction et de l'expérience sensible : ils insistent ainsi sur la manière dont nos idées dérivent de l'expérience, ou doivent y être rapportées. Ce sont parfois aussi des sceptiques (comme Hume) qui affirment qu'il n'existe aucune connaissance universellement valable, mais seulement des jugements nés de l'induction, que l'expérience pourra réfuter.

### Philosophie contemporaine

#### XIXesiècle

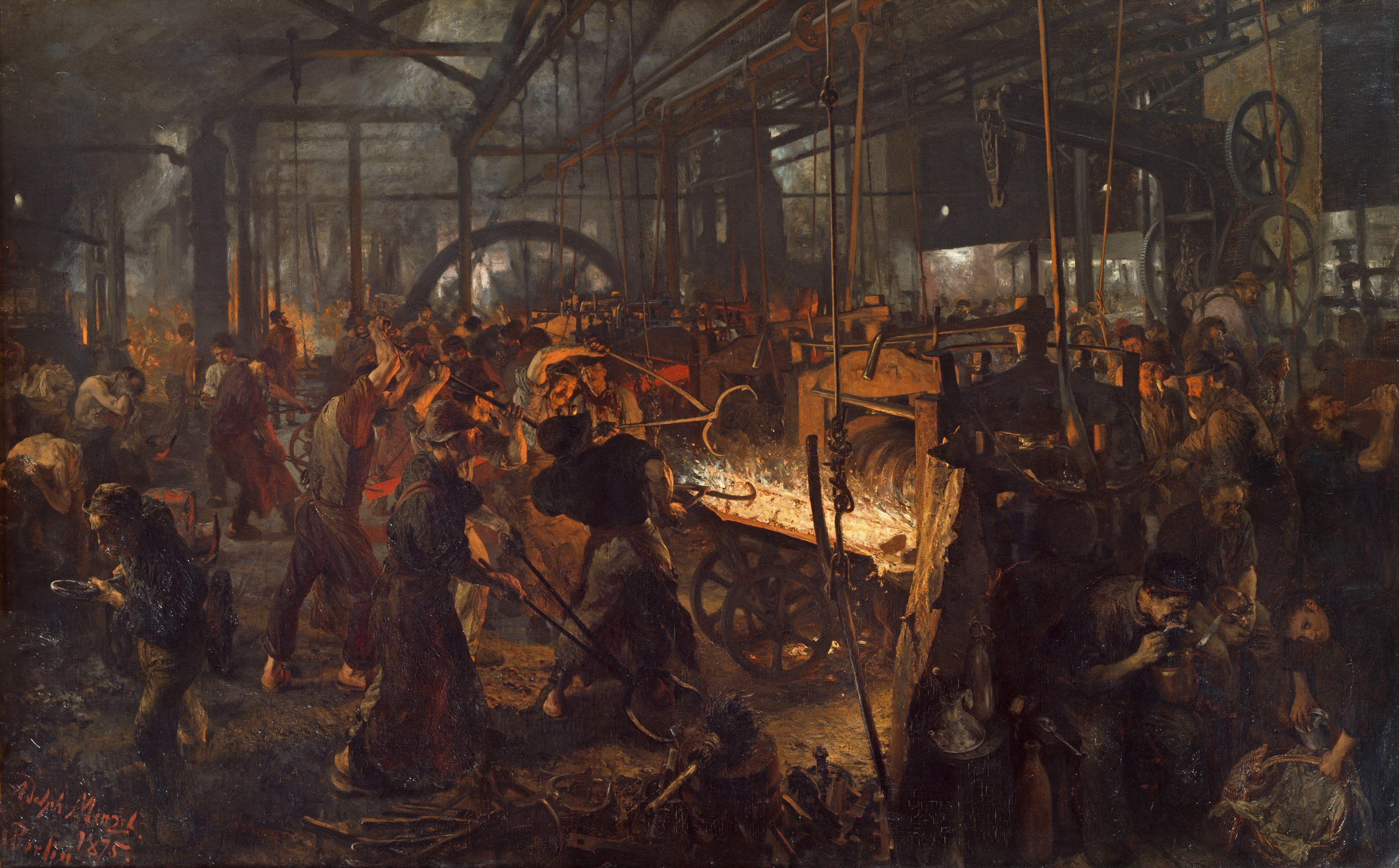
A. von Menzel, Le Laminoir en fer (1875). La révolution industrielle produit un bouleversement des conditions de vie, qui rejaillit sur la pensée philosophique, économique et politique.

La philosophie du XIXe siècle se divise en différentes directions. Elle comprend en effet la philosophie romantique, l'Idéalisme allemand, le positivisme, la pensée socialiste et matérialiste (de Marx, Feuerbach ou Proudhon), l'utilitarisme et le pragmatisme, ainsi que des penseurs chrétiens comme Kierkegaard.
Une partie de la philosophie, allemande en particulier, se comprend comme un dialogue critique mais aussi constructif avec la pensée kantienne : ce fut le cas de l'idéalisme allemand, de Schopenhauer et de Nietzsche. Le but avoué étant de reprendre ce qui semblait le plus intéressant dans la philosophie de Kant et de la débarrasser de ce qui semblait être les restes d'une métaphysique dépassée. Schopenhauer mettait en avant la puissance et la domination de la volonté sur la raison en se basant sur la philosophie indienne ; sa vision du monde pessimiste, marquée par l'expérience de la souffrance, s'inspire des idées bouddhistes. Nietzsche, qui accordait une grande importance aux arts, se désignait lui-même comme un immoraliste : selon lui, les valeurs de la morale chrétienne traditionnelle étaient l'expression de la faiblesse et d'une pensée décadente ; il analysa les idées de nihilisme, du surhomme et de l'éternel retour de la répétition sans fin de l'histoire.
Les courants philosophiques marqués par l'empirisme ont pris une autre direction, comme le positivisme d'Auguste Comte, qui voulait dépasser la métaphysique au moyen des seules sciences empiriques. En Angleterre, Bentham et Mill développèrent l'utilitarisme, qui soumettait l'économie et l'éthique à un principe de comparaison des avantages et des inconvénients et qui, avec l'idée d'un bien-être social (le principe du « plus grand bonheur du plus grand nombre »), eut une grande influence en Occident. L'économie et la philosophie politique furent aussi marquées par Marx, Engels et Proudhon : les deux premiers voulaient modifier profondément les conditions de vie des ouvriers par un bouleversement des structures économiques et politiques de leur époque, que ces philosophes se donnaient pour tâche d'analyser (voir Le Capital).
Kierkegaard était en bien des points un précurseur de l'existentialisme. Il défendait une philosophie imprégnée de religion et représentant un individualisme radical qui dit comment l'on doit se comporter en tant qu'individu singulier dans les différentes situations concrètes.

#### XXesiècle
La philosophie contemporaine, héritière de traditions multiples et contradictoires, se présente sous des formes variées. Schématiquement, on oppose souvent d'un côté la philosophie analytique (Russell, Wittgenstein, Quine), née dans les pays anglophones et postulant que c'est en ayant une meilleure compréhension et un usage logique du langage que l'on peut résoudre les problèmes philosophiques, et d'un autre côté la philosophie continentale, regroupant des approches diverses, ayant dans l'ensemble poursuivi le rejet de la métaphysique, vers une « fin de l'Idéologie », comme la tradition herméneutique (Ricœur, Foucault) et postkantienne, la tradition phénoménologique (Husserl), l'existentialisme (Sartre), le marxisme, la déconstruction de Derrida et de Heidegger, le structuralisme, et la philosophie féministe.
Chacun de ces courants interroge les présupposés de la tradition philosophique, la remettant plus ou moins en cause. La philosophie est donc plurielle, aucune méthode n'ayant réussi à s’imposer parmi les philosophes (comme la méthode expérimentale s'est imposée en physique et en chimie par exemple). Il ne faut cependant pas voir l'instabilité des méthodes philosophiques comme une faiblesse de la discipline, mais plutôt comme un de ses traits caractéristiques.
Le XXe siècle est aussi celui de l'essor des théories psychanalytiques, qui ont fortement marqué les philosophes, avec leur initiateur Sigmund Freud, et son plus important continuateur en France, Jacques Lacan.
En philosophie politique, Hannah Arendt a fourni, après l'échec des totalitarismes du XXe siècle, une analyse de ces systèmes, et s'est interrogée sur la condition moderne et la crise de la culture en Occident. John Rawls, quant à lui, se situe dans l'héritage des théories du contrat social avec sa Théorie de la justice, qui réfléchit aux conditions d'une société juste dans le contexte du libéralisme politique.

### Ouvrages généraux
- Michael Paraire, Comprendre les grands philosophes, Éditions de l'Épervier, 2012  (ISBN 2361940140)
- Denis Huisman, Dictionnaire des philosophes, PUF, « Quadrige Dicos Poche », 1984 pages, 2009  (ISBN 978-2130525141)
- Émile Bréhier, Histoire de la philosophie, PUF, « Quadrige », 1792 pages, 1926-1932  (ISBN 2-13054-396-0)
- Maurice Merleau-Ponty, Les philosophes : De l'Antiquité au XXe siècle, Histoire et portraits, Le Livre de Poche, « La Pochothèque », 1471 pages, 1956  (ISBN 978-2253131243)
- Bertrand Russell, Histoire de la philosophie occidentale (deux volumes), Les Belles Lettres, « Le goût des idées », 1020 pages au total, 1959  (ISBN 978-2251200187)
- Jean-François Pradeau, Histoire de la philosophie, Seuil, « Histoire », 800 pages, 2009  (ISBN 978-2020856973)
- Gunnar Skirbekk et Nils Gilje, Une histoire de la philosophie occidentale : de la Grèce antique au vingtième siècle, Éditions Hermann, 741 p, 2010  (ISBN 978-2705670078)
- Christian Godin, La Philosophie pour les Nuls, Editions Générales First, « Pour les Nuls », 656 pages, 2006-2007  (ISBN 978-2754004602)
- René Rampnoux, Histoire de la pensée occidentale : De Socrate à Sartre, Ellipses, « Hors collection », 653 pages, 2010  (ISBN 978-2729856908)
- Jean-François Revel, Histoire de la philosophie occidentale, Pocket, « Agora », 523 pages, 1996  (ISBN 978-2266132428)
- Olivier Dhilly, Comprendre la philosophie, Ellipses, « Hors collection », 512 pages, 2011  (ISBN 9782729870744)
- Alexandre Koyré, Études d'histoire de la pensée philosophique, Gallimard, « Tel », 364 pages, 1961  (ISBN 978-2070239818)
- Jean C. Baudet, La vie des grands philosophes, Bruxelles, Jourdan, 335 pages, 2013.
- Jean C. Baudet, Les grandes dates de la philosophie, Paris, La Boîte à Pandore, 379 pages, 2016.
- Luc Ferry, Apprendre à vivre : Je vais te raconter l'histoire de la philosophie, J'ai lu, « J'ai lu Essais », 320 pages, 2008  (ISBN 978-2290009710)
- Roger-Pol Droit, Une brève histoire de la philosophie, Éditions Flammarion, « Champs Essais », 314 pages, 2011  (ISBN 978-2081248816)
- François Châtelet, Histoire de la philosophie (huit tomes), Paris, Hachette-Pluriel, 1999-2000.
  - 1/ La philosophie païenne, du VIe siècle av. J.-C. au IIIe siècle, 279 pages  (ISBN 978-2012789791)
  - 2/ La philosophie médiévale, du Ier siècle au XVe siècle, 266 pages  (ISBN 978-2012789814)
  - 3/ La philosophie du monde nouveau, XVIe siècle et XVIIe siècle, 255 pages  (ISBN 978-2012789807)
  - 4/ Les Lumières, XVIIIe siècle, 261 pages  (ISBN 978-2012789784)
  - 5/ La philosophie et l'Histoire, de 1780 à 1880  (ISBN 978-2012790056)
  - 6/ La philosophie du monde scientifique et industriel, de 1860 à 1940  (ISBN 978-2012790063)
  - 7/ La philosophie des sciences sociales, de 1860 à nos jours  (ISBN 978-2012790032)
  - 8/ Le XXe siècle,  (ISBN 978-2012790049)
- Michel Onfray, Contre-histoire de la philosophie (neuf tomes), Le Livre de Poche, « Biblio Essais », 2007-2011.
  - 1/ Les Sagesses antiques, 350 pages  (ISBN 978-2253083849)
  - 2/ Le Christianisme hédoniste, 373 pages  (ISBN 978-2253083856)
  - 3/ Les libertins baroques, 314 pages  (ISBN 978-2253084440)
  - 4/ Les ultras des Lumières, 343 pages  (ISBN 978-2253084457)
  - 5/ L'Eudémonisme social, 346 pages  (ISBN 978-2253084549)
  - 6/ Les radicalités existentielles, 379 pages  (ISBN 978-2253084709)
  - 7/ La Construction du Surhomme, 368 pages  (ISBN 978-2246790891)
  - 8/ Les Freudiens hérétiques, 400 pages  (ISBN 978-2246802686)
  - 9/ Les Consciences réfractaires, 480 pages  (ISBN 978-2246802709)
- Jacques Chevalier, Histoire de la Pensée (quatre tomes), Flammarion.
  - 1/ La pensée antique, 1955
  - 2/ La pensée chrétienne, 1956
  - 3/ La pensée moderne de Descartes à Kant, 1961  (ISBN 978-2080600325)
  - 4/ La pensée moderne de Hegel à Bergson, 1966  (ISBN 978-2080600332)

Les Presses Universitaires De France ont republiées les deux premiers tomes en quatre volumes :
- - 1/ Des Présocratiques à Platon, 1991  (ISBN 9782711304721)
  - 2/ D'Aristote à Plotin, 1991  (ISBN 978-2711304738)
  - 3/ De saint Augustin à saint Thomas d'Aquin, 1992  (ISBN 978-2711304998)
  - 4/ De Dun Scot à Suarez, 1992  (ISBN 9782711305001)
- Collectif, sous la dir. de Brice Parain, Histoire de la philosophie, Encyclopédie de la Pléiade, 3 t., 1969-1974 ; rééd. « folio », 6 vol., 1999
  - 1/ Orient - Antiquité - Moyen Âge,  (ISBN 9782070104260), 1969 ; rééd. « folio »  (ISBN 9782070407774) et  (ISBN 9782070407781)
  - 2/ De la Renaissance à la Révolution kantienne,  (ISBN 9782070107605), 1973 ; rééd. « folio »  (ISBN 9782070407798) et  (ISBN 9782070407804)
  - 3/ Du XIXe siècle à nos jours,  (ISBN 9782070108251), 1974 ; rééd. « folio »  (ISBN 9782070407811) et  (ISBN 9782070407828)
- Collectif, Histoire de la pensée - édition Tallandier (trois tomes)
  - 1/ Lucien Jerphagnon, D'Homère à Jeanne d'Arc, Fayard, « Pluriel », 576 pages  (ISBN 978-2012795471)
  - 2/ Jean-Louis Dumas, Renaissance et siècle des lumières, Tallandier, « Approches », 503 pages  (ISBN 978-2235018548)
  - 3/ Jean-Louis Dumas, Temps modernes, Tallandier, « Approches », 598 pages  (ISBN 978-2235019408)

### Ouvrages spécialisés
- Gilbert Boss (dir.,), La philosophie et son histoire, 355 pages, Éditions du Grand Midi, Zurich, Québec, 1994.
- Jean-Pierre Zarader (dir.,), Le vocabulaire des philosophes, 5 tomes, grand format, 4500 pages, Ellipses, Paris, 2002-2006.
- Gabriel Rockhill, Logique de l'histoire. Pour une analytique des pratiques philosophiques, Éditions Hermann, 534 pages, 2010  (ISBN 978-2705669652)
- Thierry Hoquet, Histoire (dé)coloniale de la philosophie française : De la Renaissance à nos jours, Presses universitaires de France, 2025, 336 p. (ISBN 2130875904)

#### Politique
- Alain Renaut, Histoire de la philosophie politique (cinq tomes), Calmann-Lévy, 2336 pages au total, 1999  (ISBN 978-2702129562),  (ISBN 978-2702130414),  (ISBN 978-2702130322),  (ISBN 978-2702130339) et  (ISBN 978-2702130346)
- Leo Strauss et Joseph Cropsey, Histoire de la philosophie politique, 1963, PUF, « Quadrige Grands textes » 1088 pages  (ISBN 2130576915)
- Alain Caillé, Christian Lazzeri et Michel Senellart, Histoire raisonnée de la philosophie morale et politique (deux tomes), Flammarion, « Champs », 975 pages au total, 2001 réédition 2007.  (ISBN 2081208814) et  (ISBN 2081208911)
- Jean-Jacques Chevallier, Histoire de la pensée politique, Payot, « Grand format », 892 pages  (ISBN 222890127X)
- Olivier Nay, Histoire des idées politiques, Armand Colin, « U Science Politique », 608 pages, 2007  (ISBN 2-20035-324-3)
- Jean Servier, Histoire de l'utopie, Gallimard, coll. « Folio essais », 396 pages, 1991  (ISBN 978-2070326471)

#### Antiquité
- Jean C. Baudet, Curieuses histoires de la pensée. Quand l'homme inventait les religions et la philosophie, Jourdan Edition, 601 pages, 2011  (ISBN 978-2874661457)
- Pierre Hadot, Qu'est-ce que la philosophie antique?, Gallimard, coll. « Folio essais », 455 pages, 1995  (ISBN 978-2070327607)
- Jacqueline de Romilly, Les Grands Sophistes dans l'Athènes de Périclès, Le Livre de Poche, « Références », 345 pages, 2004  (ISBN 978-2253108030)
- Jean-François Pradeau, Philosophie antique, PUF, « Licence », 256 pages, 2010  (ISBN 978-2130569725)
- Cyril Morana et Eric Oudin, Découvrir la philosophie antique, Eyrolles, Eyrolles Pratique, 196 pages, 2009  (ISBN 978-2212541960)
- Cyril Morana, Etienne Akamatsu, Henri Dilberman, Pierre Landou et alii, « 50 fiches de philosophie antique », Bréal, 2012  (ISBN 978-2749531298)
- Benoît Schneckenburger, Apprendre à philosopher avec Épicure, Paris, Éditions Ellipses, coll. « Apprendre à philosopher avec », 2011, 183 p. (ISBN 978-2-7298-6431-6).
- Céline Denat, Aristote, Ellipses, « Pas à Pas », 192 pages, 2010  (ISBN 9782729854065)
- Damien Clerget-Gurnaud, Agir avec Aristote, Eyrolles, « Vivre en philosophie », 186 pages, 2012  (ISBN 978-2212553482)
- Joël Berger, Sénèque antistress en 99 pilules philosophiques, Éditions de l'Opportun, 174 pages, 2012  (ISBN 978-2360751464)
- Jean Brun, Les Présocratiques, PUF, coll. « Que sais-je ? », 128 pages, 2003  (ISBN 978-2130540205)
- Gilbert Romeyer Dherbey, Les sophistes, PUF, coll. « Que sais-je ? », 128 pages, 2009  (ISBN 978-2130576402)
- Louis-André Dorion, Socrate, PUF, coll. « Que sais-je ? », 128 pages, 2011  (ISBN 978-2130585213)
- Jean-François Mattéi, Platon, PUF, coll. « Que sais-je ? », 128 pages, 2010  (ISBN 978-2130578758)
- Jean-Baptiste Gourinat, Le stoïcisme, PUF, coll. « Que sais-je ? », 128 pages, 2011  (ISBN 978-2130590910)
- Jean-François Mattéi, Pythagore et les pythagoriciens, PUF, coll. « Que sais-je ? », 127 pages, 2001  (ISBN 978-2130524595)
- Jean-Paul Dumont, La Philosophie antique, PUF, coll. « Que sais-je ? », 127 pages, 2002  (ISBN 978-2130523390)

#### Moyen Âge
- Alain de Libera, Philosophie médiévale, PUF, « Quadrige Manuels », 547 pages, 2004  (ISBN 978-2130543190).
- Kurt Flasch, Introduction a la philosophie médiévale, Flammarion, « Champs Flammarion », 231 pages, 1998  (ISBN 978-2080814197).
- Yves-Marie Adeline, La Pensée médiévale en Occident et en Orient, Ellipses, « Hors collection », 192 pages, 2011  (ISBN 9782729863500).
- Jean C. Baudet, Histoire de la pensée de l'an Un à l'an Mil, Jourdan, Bruxelles, 334 pages, 2013.

#### Philosophie religieuse et non-occidentale
- Miguel Cruz Hernandez, Histoire de la pensée en terre d'Islam, Les Éditions Desjonquères, « La mesure des choses », 951 pages, 2005  (ISBN 978-2843210747)
- Roger-Pol Droit, Philosophies d'ailleurs (deux tomes), Hermann, « Philosophie », 936 pages au total, 2009  (ISBN 978-2705665562) et  (ISBN 978-2705666668)
- Dominique Urvoy, Histoire de la pensée arabe et islamique, Seuil, « Livre référence », 676 pages, 2006  (ISBN 978-2020490412)
- Maurice-Ruben Hayoun, Les Lumières de Cordoue aux Lumières de Berlin: une histoire intellectuelle du judaïsme, Pocket, « Agora », 628 pages, 2007-2008  (ISBN 978-2266179867)
- Henry Corbin, Histoire de la philosophie islamique, Gallimard, coll. « Folio essais », 546 pages, 1999  (ISBN 978-2070323531)
- Christian Jambet, Qu'est-ce que la philosophie islamique ?, Gallimard, coll. « Folio essais », 472 pages, 2011  (ISBN 978-2070336470)
- Maurice-Ruben Hayoun, Petite Histoire de la Philosophie Juive, Ellipses, 256 pages, 2008  (ISBN 978-2729840501)
- Michèle Moioli, Apprendre à philosopher avec Confucius, Ellipses, « Apprendre à philosopher », 240 pages, 2011  (ISBN 9782729863852)
- Mohammed Arkoun, La pensée arabe, PUF, « Que sais-je ? », 128 pages, 2010  (ISBN 9782130582649)

#### Époque moderne
- Collectif (Présidence : André Stanguennec, avec : Bernard Bourgeois, Massimo Ferrari, Jean-Marie Lardic, Claire Marin, Jean-Louis Vieillard-Baron), « Première Table Ronde. La réflexion dans la philosophie allemande et française aux XIXe et XXe siècles », Revue des sciences philosophiques et théologiques, 2006/1 (Tome 90), p. 67-77. DOI : 10.3917/rspt.901.0067. [lire en ligne]
- Emmanuel Carsin, Pascal, Ellipses, « Pas à Pas », 320 pages, 2011  (ISBN 9782729862831)
- Ariel Suhamy, Spinoza, Ellipses, « Pas à Pas », 256 pages, 2011  (ISBN 9782729862220)
- Letey Claude, Apprendre à philosopher avec Pascal, Ellipses, « Apprendre à philosopher », 256 pages, 2012  (ISBN 9782729871185)
- Thibaut Gress, Apprendre à philosopher avec Descartes, Ellipses, « Apprendre à philosopher », 240 pages, 2009  (ISBN 9782729852146)
- Christophe Beal, Hobbes, Ellipses, « Pas à Pas », 224 pages, 2010  (ISBN 9782729853471)
- Céline Bonicco, Apprendre à philosopher avec Hume, Ellipses, « Apprendre à philosopher », 224 pages, 2010  (ISBN 9782729861865)
- Agnès Cugno, Apprendre à philosopher avec Machiavel, Ellipses, « Apprendre à philosopher », 224 pages, 2009  (ISBN 9782729851842)
- Gaëtan Demulier, Apprendre à philosopher avec Rousseau, Ellipses, « Apprendre à philosopher », 208 pages, 2009  (ISBN 9782729851910)
- Balthasar Thomass, Être heureux avec Spinoza, Eyrolles, « Vivre en philosophie », 178 pages, 2008  (ISBN 978-2212541458)
- Pierre-François Moreau, Spinoza et le spinozisme, PUF, « Que sais-je ? », 128 pages, 2009  (ISBN 9782130575481)
- Alain Sager, Apprendre à philosopher avec Voltaire, Ellipses, « Apprendre à philosopher », 128 pages, 2012  (ISBN 978-2729873035)
- Jeanne Roland, Leibniz, Ellipses, « Philo-philosophes », 112 pages, 2011  (ISBN 9782729864194)
- Jean-Pierre Cléro, Locke, Ellipses, « Philo-philosophes », 112 pages, 2004  (ISBN 9782729816353)
- Héloïse Guay de Bellissen, Spinoza antistress en 99 pilules philosophiques, Éditions de l'Opportun, 108 pages, 2012  (ISBN 978-2360751433)

#### XIXesiècle
- Claire Pagès, Freud, Ellipses, « Pas à Pas », 352 pages, 2008  (ISBN 9782729840990)
- Michel Coudarcher, Kant, Ellipses, « Pas à Pas », 320 pages, 2008  (ISBN 9782729838867)
- Emmanuel Carsin, Hegel, Ellipses, « Pas à Pas », 256 pages, 2008  (ISBN 9782729840297)
- Guillaume Morano, Schopenhauer, Ellipses, « Pas à Pas », 224 pages, 2010  (ISBN 9782729853068)
- Olivia Bianchi, Apprendre à philosopher avec Nietzsche, Ellipses, « Apprendre à philosopher », 224 pages, 2012  (ISBN 9782729871529)
- Christophe Salaün, Apprendre à philosopher avec Schopenhauer, Ellipses, « Apprendre à philosopher », 224 pages, 2010  (ISBN 9782729853839)
- Balthasar Thomass, S'affirmer avec Nietzsche, Eyrolles, « Vivre en philosophie », 216 pages, 2010  (ISBN 978-2212545968)
- Céline Belloq, Lâcher prise avec Schopenhauer, Eyrolles, « Vivre en philosophie », 182 pages, 2011  (ISBN 978-2212549690)
- Jean-Pierre Cléro, Bentham, Ellipses, « Philo-philosophes », 176 pages, 2006  (ISBN 9782729826000)
- Jean-François Kervégan, Hegel et l'hégélianisme, PUF, « Que sais-je ? », 128 pages, 2005  (ISBN 9782130534051)
- Jean Granier, Nietzsche, PUF, « Que sais-je ? », 128 pages, 2010  (ISBN 9782130582748)
- Juliette Grange, Comte, Ellipses, « Philo-philosophes », 120 pages, 2006  (ISBN 9782729827700)
- Juliette Grange, Saint-Simon, Ellipses, « Philo-philosophes », 80 pages, 2005  (ISBN 9782729821883)

#### XXesiècle
- Collectif, Un siècle de philosophie. 1900-2000, Gallimard, coll. « Folio essais », 708 pages, 2000  (ISBN 978-2070413744)
- Frédéric Worms, La philosophie en France au XXe siècle. Moments, Gallimard, coll. « Folio essais », 643 pages, 2008  (ISBN 978-2070426423)
- Jean-François Petit, Histoire de la philosophie française au XXe siècle, Desclée de Brouwer, « Philosophie », 504 pages, 2009  (ISBN 978-2220061498)
- Roger-Pol Droit, Maîtres à penser : 20 philosophes qui ont fait le XXe siècle, Flammarion, « Philosophie », 325 pages, 2011  (ISBN 978-2081241497)
- René Rampnoux, Sartre, Ellipses, « Pas à Pas », 288 pages, 2011  (ISBN 9782729864231)
- Olivier Dekens, Derrida, Ellipses, « Pas à Pas », 256 pages, 2008  (ISBN 9782729838942)
- Pierre Dulau, Heidegger, Ellipses, « Pas à Pas », 256 pages, 2008  (ISBN 9782729840082)
- Roger Pouivet, Philosophie contemporaine, PUF, « Licence », 256 pages, 2008  (ISBN 978-2130568186)
- Dimitri Tellier, Apprendre à philosopher avec Bergson, Ellipses, « Apprendre à philosopher », 256 pages, 2011  (ISBN 9782729871512)
- Ronald Bonan, Apprendre à philosopher avec Merleau-Ponty, Ellipses, « Apprendre à philosopher », 256 pages, 2010  (ISBN 9782729861384)
- Maël Le Garrec, Apprendre à philosopher avec Deleuze, Ellipses, « Apprendre à philosopher », 208 pages, 2010  (ISBN 9782729853372)
- Baptiste Jacomino, Apprendre à philosopher avec Camus, Ellipses, « Apprendre à philosopher », 192 pages, 2012  (ISBN 9782729862893)
- Baptiste Jacomino, Apprendre à philosopher avec Alain, Ellipses, « Apprendre à philosopher », 192 pages, 2009  (ISBN 9782729852153)
- Jean-Pierre Cléro, Lacan, Ellipses, « Philo-philosophes », 176 pages, 2006  (ISBN 9782729826017)
- Céline Belloq, Être soi avec Heidegger, Eyrolles, « Vivre en philosophie », 176 pages, 2009  (ISBN 978-2212543421)
- Frédéric Allouche, Être libre avec Sartre, Eyrolles, « Vivre en philosophie », 143 pages, 2011  (ISBN 978-2212552201)
- Jean-Louis Vieillard-Baron, Bergson, PUF, « Que sais-je ? », 128 pages, 2007  (ISBN 9782130561415)
- Frédéric Gros, Michel Foucault, PUF, « Que sais-je ? », 128 pages, 2010  (ISBN 9782130582700)
- Arnaud François, Bergson, Ellipses, « Philo-philosophes », 128 pages, 2008  (ISBN 9782729837204)
- Sabine Plaud, Wittgenstein, Ellipses, « Philo-philosophes », 96 pages, 2009  (ISBN 9782729852931)
- Françoise Dastur, Heidegger la question du temps, PUF, « Philosophes », 146 pages, 2011  (ISBN 9782130594154)